# انسان بودن (فیلم ۱۹۹۴)
انسان بودن (به انگلیسی: Being Human) فیلمی است محصول سال ۱۹۹۴ به کارگردانی بیل فورسیت. در این فیلم بازیگرانی همچون رابین ویلیامز، جان تورتورو، بیل نای، وینسنت دن آفریو، رابرت کارلایل، ترزا راسل، هکتور الیزوندو، ویلیام اچ میسی، لورین براکو، جاناتان هاید، ایوان مک‌گرگور، لیندسی کروس، گوین ریچاردز و کلی هانتر ایفای نقش کرده‌اند.